# Краснотур'їнський трамвай
Краснотур'їнський трамвай — діюча трамвайна мережа в місті Краснотур'їнськ, Росія.
Перша лінія була введена в дію 15 січня 1954. До серпня 2011 року, система складалася з двох ліній: північ-південь і схід-захід.
На середину 2010-х мережа мала єдину лінію:
- № 1 БАЗ — «Набережна»

## Рухомий склад
| Тип    | Штук |
| ------ | ---- |
| KTM-5  | 4    |
| 71-402 | 4    |

## Ресурси Інтернету
- Подробный сайт о трамвае Краснотурьинска [Архівовано 3 березня 2016 у Wayback Machine.] на сайте Трамвайные и троллейбусные сети мира [Архівовано 4 липня 2020 у Wayback Machine.]
- Краснотурьинский трамвай: история и современное состояние[недоступне посилання з квітня 2019]
- Фотографии трамваев Краснотурьинска [Архівовано 16 листопада 2015 у Wayback Machine.] на Совмещённом трамвайно-троллейбусном сайте
- Краснотурьинский трамвай на сайте «Горэлектротранс». Архів оригіналу за 29 червня 2013. Процитовано 8 листопада 2015.